# Augur
Augur (lat. augurus, od avis = ptica; gere = nositi), starorimski svećenik koji je objavljivao volju bogova promatrajući i analizirajući let ptica, grmljavinu, kretanje, oblik i veličinu oblaka i slično. Tom proricateljskom metodom je utvrđivao jesu li prilike za ostvarenje pojedine nakane povoljne ili nepovoljne. Augurske izjave bile su od presudne važnosti za magistrate koji su na temelju tih zaključaka (augurija) donosili važne poltičkt i državničke odluke.